# Przemęt
Przemęt (prononciation : [ˈpʂɛmɛnt]) est un village de Pologne, situé dans la voïvodie de Grande-Pologne. Elle est le chef-lieu de la gmina de Przemęt, dans le powiat de Wolsztyn.
Il se situe à 17 kilomètres au sud-est de Wolsztyn (siège du powiat) et à 60 kilomètres au sud-ouest de Poznań (capitale régionale).

## Histoire
De 1818 à 1920, Priment fait partie de l'arrondissement de Bomst dans le district de Posen au sein de la province de Posnanie.
De 1975 à 1998, Przemęt faisait partie du territoire de la voïvodie de Leszno.

Depuis 1999, le village fait partie du territoire de la voïvodie de Grande-Pologne.